# 公猪异味
公猪异味是指在烹调或食用公豬的猪肉或猪肉制品时常常出现的臊味或令人讨厌的气味，这些猪肉来源于性成熟未去势（即阉割）的公猪。
研究表明，很多消费者都对公猪异味敏感，因此生猪养殖者有必要控制公猪异味。 對於公猪异味，女性似乎比男性更敏感。
大多数国家食品质量管理条例中，公猪异味是不允许的。

## 控制公猪异味
几个世纪以来，生猪生产者一直采用去势的方法来预防公猪异味。这种在公猪 2 到 3 周大时便将其去势的作法由来已久。在有些国家（如荷兰、瑞典和挪威），人们越来越多地使用全身或局部麻醉的方法来减少去势造成的疼痛和应激。 然而近年来，不论在实施过程中使用麻醉与否，去势这种手段都受到了动物保护组织的批评。
在有些国家，如澳大利亚，猪隻在更幼龄时便会被屠宰。这是因为两种引起公猪异味的天然物质－雄酮和粪臭素－仅在公猪性成熟时才开始在脂肪中蓄积。因此，提早屠宰可以减少公猪异味。
控制公猪异味的另一个可能的方法就是采用基于性染色体的精子分选和人工授精，在仔猪出生前选择仔猪的性别，从而只培育雌性猪隻。此项技术已成功用于奶牛育种，但其在生猪养殖中的应用尚在研究中，目前尚无经济实用或可行的实践措施。
人们也曾尝试培育“低异味”的猪隻，但成效并不显著。 一个名为糖山农场的养殖厂声称，通过改变育种方法和饲料种类，培育“低异味”的猪是可行的。未去势公猪的优点在于，它们生长更多精肉，且产肉速度相较于阉割后的公猪（去势公猪）和小母猪大约快 10%，能更有效地将饲料转化成肉。

## 产生原因
公猪异味是由两种化合物- 雄酮和粪臭素- 在公猪的脂肪中蓄积形成的。
雄酮（一种雄性信息素）在雄性猪隻性成熟时在睾丸内产生，而粪臭素（肠道菌的副产物，或是色氨酸的细菌代谢产物）在雄性和雌性猪隻体内都会产生。但是，未去势公猪体内粪臭素的水平要高得多，这是因为睾丸激素抑制了肝脏对其的降解。于是，粪臭素便在雄性猪隻成熟过程中在它们的脂肪中累积起来。
这些化合物在雄性猪隻性成熟时自然产生，如果任其长时间在公猪体内积累，当猪隻被宰杀烹食时，由它们引起的异味很难让人忽略。为了防止这些化合物的蓄积，生猪生产者通常将仔公猪去势。

## 新方法
由于去势近年来受到批评，一些生猪生产者和生猪生产协会开始寻找控制公猪异味的其它途径。
从 1998 年起，澳大利亚和新西兰采用针对公猪异味的疫苗免疫方法，利用猪隻的免疫系统来控制公猪异味。这是一项安全并且高效的方法。  s疫苗的使用在控制公猪异味方面与手术去势一样简单可靠。养猪场工作人员经过培训后即可以安全使用疫苗，为消费者生产可放心食用的优质猪肉。 
疫苗的工作原理是通过刺激猪的免疫系统产生抗促性腺激素释放因子 （GnRF） 的特异性抗体，暂时性地抑制睾丸的功能，进而阻断引起公猪异味的化合物的产生和蓄积。
疫苗通过刺激产生抗 GnRF 的特异性抗体阻断导致睾丸释放睾酮和其它激素-包括造成公猪异味主要因素之一的雄酮- 释放的一系列反应。另外一种引起异味的主要化合物粪臭素也会被消除，因为在较低的激素水平下，肝脏能够更有效地代谢粪臭素。
要成功控制公猪异味，每只猪必须接受两次免疫：第一次接种疫苗的时间相对灵活，但两次疫苗接种之间必须至少相隔四周，而且第二次免疫必须是在屠宰前四到六周进行。在第二次接种后，公猪的睾丸即停止生长。免疫注射人员应该接受针对疫苗以及带有强化安全装置的接种枪的使用的培训。
免疫不但是一种对动物友善的、且对环境持续发展有利的控制公猪异味的措施，在保持猪肉食用品質的同时，更令猪肉生产链上的各利益相关者能够获得公猪自然生长所带来的经营效益。 